# Naupala
Naupala é uma vila no distrito de Haora, no estado indiano de Bengala Ocidental.

## Demografia
Segundo o censo de 2001, Naupala tinha uma população de 7123 habitantes. Os indivíduos do sexo masculino constituem 53% da população e os do sexo feminino 47%. Naupala tem uma taxa de literacia de 61%, superior à média nacional de 59,5%: a literacia no sexo masculino é de 67% e no sexo feminino é de 54%. Em Naupala, 13% da população está abaixo dos 6 anos de idade.